# Leucodrilus disparatus
Leucodrilus disparatus är en ringmaskart som först beskrevs av Lee 1952.  Leucodrilus disparatus ingår i släktet Leucodrilus och familjen Acanthodrilidae. Inga underarter finns listade i Catalogue of Life.